# Комерційний банк
Комерційний банк – фінансово-кредитний інститут акціонерного типу, який виконує базові функції та операції для фізичних і юридичних осіб з метою отримання прибутків.

## Історія
Зародився за рабовласницького способу виробництва, сформувався за феодалізму на початку XV ст. в Італії. Сутність комерційного банку розкривається у виконуваних ним функціях та здійснюваних операціях. Залежно від кількості функцій та операцій комерційний банк набуває ознак спеціалізованого або універсального. В західній економічній літературі комерційний банк часто називають «фінансовими універмагами», або «супермаркетами кредиту».
Банки здійснюють банківські операції з різними організаціями, установами, здебільшого за рахунок власних коштів та залучення кредитних ресурсів своїх клієнтів.
У широкому розумінні, банк — це будь-який банк, що функціонує на другому рівні банківської системи.
У вузькому розумінні банк — це банк, який виконує повний набір базових банківських операцій та єдиною метою має одержання максимального прибутку. Класифікація банків. Одні з них виконують широке коло операцій, охоплюють багато секторів грошового ринку та галузей економіки. Такі банки прийнято називати універсальними. Інші банки виконують тільки окремі операції на ринку чи функціонують у вузькому секторі ринку, обслуговуючи окремі галузі економіки.

## Класифікація
| Класифікаційні ознаки                   | Види банків |
| --------------------------------------- | --- |
| Порядок створення                       | Перепрофільовані, новостворені |
| Характер спеціалізації                  | Універсальні, спеціалізовані |
| Територія діяльності                    | Регіональні, республіканські, міжнародні |
| Розмір                                  | Великі, середні, малі |
| Форма власності                         | Загальнодержавні, муніципальні, колективні (відкриті та закриті акціонерні товариства, холдинги, товариства з обмеженою відповідальністю, кооперативні), приватні, зі стопроцентною іноземною власністю, змішані |
| Функції і характер виконуваних операцій | Інвестиційні зберігання, депозитні, інноваційні, поштово-пенсійні, промислові, агропромислові, біржові, експортно-імпортні, лізингові, торговельні                                                               |
| Характер відносин                       | Банки-гаранти, банки-кореспонденти, уповноважені |
| Ступінь впливу                          | Монополісти, аутсайдери |
| Структура                               | Багатопрофільні, безфіліальні |
| Ступінь контролю                        | Контрольовані |
| Конкурентоспроможність                  | Конкурентоспроможні, неконкурентоспроможні |
| Фінансовий стан                         | Стійкі (стабільні), проблемні, кризові, банкрути |

Такі банки називаються спеціалізованими. Спеціалізація може бути функціональною, коли банки зосереджуються переважно на виконанні окремих операцій, наприклад, іпотечних, інвестиційних тощо, та галузевою чи секторною, наприклад, ощадні, сільськогосподарські, інноваційні банки.
Виходячи з досвіду західних країн, усі універсальні банки можна об'єднати в 3 групи: банки (у вузькому розумінні); ощадні банки; кооперативні банки. Відрізняються між собою ці групи банків правовою формою, набором клієнтури та цілями діяльності.

## Банки України
В Україні з початку незалежності відбулося багато злетів та падінь у секторі банків, але станом на 1 січня 2015 року в Україні нараховувалось 163 банки.